# María Teresa López Álvarez
María Teresa López Álvarez, née le 14 mai 1980 à Ceuta, est une femme politique espagnole membre de Vox.

## Biographie
Elle a travaillé comme journaliste pour les stations de radio SER, Onda Cero et Punto Radio. De 2006 à 2011, elle a été responsable à Ceuta de l'Association des victimes du terrorisme, une organisation anti-ETA.
Lors des élections générales anticipées du 10 novembre 2019, elle est élue au Congrès des députés pour la XIVe législature. 
Elle milite pour la construction d'un mur « d'une épaisseur, d'une force et d'une hauteur qui le rendent infranchissable » pour les immigrants qui tentent d'accéder à Ceuta et Melilla depuis le Maroc. 